# مزرعة بنج علي كريمي (فسارود)
مزرعة بنج علي کریمي (بالإنجليزية: Mazraeh-ye Panj Ali Karimi)‏ هي منطقة سكنية تقع في إيران في فارس.